# Dmitri Torbinski
Dmitri Evghenievici Torbinski (în rusă Дмитрий Евгеньевич Торбинский; n. 28 aprilie 1984, Norilsk, RSFS Rusă, URSS, astăzi în Rusia) este un fotbalist rus. Joacă pe postul de mijlocaș la Krasnodar și în echipa națională de fotbal a Rusiei.